# Nicolas Le Roux (rugby à XV)
Cet article concerne le joueur de rugby. Pour l'historien, voir Nicolas Le Roux (historien).
Pour les articles homonymes, voir Nicolas Le Roux et Le Roux.
Pas d'image ? Cliquez ici

a Compétitions nationales et continentales officielles uniquement.

b Matchs officiels uniquement.
Dernière mise à jour le 30 mai 2017.
Nicolas Le Roux, né le 1er octobre 1976 à Mantes-la-Jolie (Yvelines), est un joueur français de rugby à XV et à sept qui évolue au poste d'arrière (1,76 m pour 78 kg).
Il entraîne plus tard l'équipe de Belgique de rugby à sept, l'Avenir castanéen en Fédérale 1, puis l'équipe de France de rugby à sept.

## Biographie
En juin 2008, il est invité avec les Barbarians français pour jouer un match contre le Canada à Victoria. Les Baa-Baas l'emportent 17 à 7.
Fin septembre 2010, il est nommé entraîneur de l'équipe de Belgique de rugby à sept.
En 2016, il devient entraîneur des arrières de l'Avenir castanéen rugby au côté d'Antoine Bourdin, entraîneur des avants. En janvier 2017, il quitte Castanet pour rejoindre le staff du rugby à 7 à la Fédération française de rugby.
En janvier 2017, il est nommé entraîneur adjoint de l'équipe de France de rugby à sept à partir de septembre auprès du nouvel entraîneur Jérôme Daret.

## Carrière

### En club
- École de rugby et cadet-1992 : ALJ Limay
- De 1992 -2000 : Racing club de France  France
- 2000-2005 : CA Brive  France
- 2005-2006 : Worcester Warriors  Angleterre
- 2006-2008 : CA Brive  France
- 2008-2009 : Stade montois  France
- 2009-2010 : EV Malemort BO  France

### En sélection nationale
- Équipe de France scolaire en 1994-95.
- Équipe de France militaire, bataillon de Joinville en 1997-98.
- Équipe de France de rugby à sept de 1998 à 2008.
- Barbarians français en 2000 en rugby à sept et 2008 en rugby à XV (Canada).

### Entraîneur
- 2006-2007 : CA Brive moins de 21 ans (entraîneur des arrières).
- 2007-2008 : CA Brive moins de 19 ans (entraîneur des arrières).
- Septembre 2010 à janvier 2017 : Équipe de Belgique de rugby à sept (entraîneur).
- Juin à décembre 2016 : Avenir castanéen rugby (entraîneur des arrières) ; Rugby Club La Hulpe (entraîneur des arrières) .
- Février 2017 à mai 2017 : responsable du groupe espoirs des équipes de France à 7.
- À partir de juin 2017 : entraîneur (adjoint de Jérôme Daret) de l'Équipe de France de rugby à sept.
- Supersevens 2020, 2021 et 2022 : Barbarians français

## Palmarès
- Champion de France junior Crabos 1994 avec le RCF
- Champion de France de rugby à 7 des comités 1996 avec l'Île de France
- Champion de France groupe A2 1998 avec le Racing club de France
- Champion de France de rugby à sept -21 inter-comités 2008 avec le Limousin (entraineur)